# Fengtian (köping i Kina, Inre Mongoliet)
Fengtian (kinesiska: 丰田, 丰田镇) är en köping i Kina. Den ligger i den autonoma regionen Inre Mongoliet, i den norra delen av landet, omkring 910 kilometer öster om regionhuvudstaden Hohhot. Antalet invånare är 28044. Befolkningen består av 13 724 kvinnor och 14 320 män. Barn under 15 år utgör 15,0 %, vuxna 15-64 år 77 %, och äldre över 65 år 6,0 %.
Genomsnittlig årsnederbörd är 621 millimeter. Den regnigaste månaden är juli, med i genomsnitt 157 mm nederbörd, och den torraste är januari, med 4 mm nederbörd.